# Kvaternioner
[[File:{\displaystyle \mathbb {H} }|Mængden af kvaternioner
betegnes med bogstavet H 
med dobbeltstreg (opkaldt 
efter William Hamilton).px|class=noviewer|]]
Kvaternioner (på engelsk quaternions) er en ikke-kommutativ udvidelse af de komplekse tal. Mængden af kvaternioner benævnes i matematikken med {\displaystyle \mathbb {H} } efter deres opfinder den irske matematiker Sir William Rowan Hamilton.
Matematisk set er kvaternionerne en 4-dimensionel normeret divisionsalgebra over de reelle tal.
Man kan opfatte de komplekse tal som en udvidelse af de reelle tal, hvor man har tilføjet elementet i (den imaginære enhed), der opfylder i² = -1. På samme måde kan man opfatte kvaternionerne som en udvidelse af de reelle tal, hvor man i stedet har tilføjet elementerne i, j og k, der opfylder
i² = j² = k² = ijk = -1.
Da multiplikation kan vises at være associativ, får man af ovenstående relation
- ij = k, ji = -k,
- jk = i, kj = -i,
- ki = j, ik = -j,

hvoraf det ses, at multiplikation ikke er kommutativ. Altså opfylder kvaternionerne ikke kravene til et legeme, sådan som de komplekse og reelle tal gør. Dog kommer de meget tæt på, og de siges derfor at udgøre en divisionsring, da man både kan lægge til, trække fra, gange og dividere som i ethvert legeme, dog under hensyn til at multiplikation ikke er kommutativ. Fx er x ⋅ y −1 ikke nødvendigvis det samme som y −1 ⋅ x, så skrivemåden x/y kan have to betydninger.

## Historie
Kvaternionerne blev indført af den irske matematiker Sir William Rowan Hamilton i 1843. Han ledte efter en måde at udvide de komplekse tal til et højere dimensionelt legeme, ligesom man kan opfatte de komplekse tal som en 2-dimensionel udvidelse af de reelle tal. Dette er dog senere vist, at være umuligt. Ifølge hans egen beretning gik han, d. 16. oktober, tur langs The Royal Canal i Dublin med sine kone. Netop som de kom forbi Brougham (Broom) Bridge kom løsningen til ham, i form af ligningen
i² = j² = k² = ijk = -1,
hvorefter han straks kradsede ligningen ind i en af broens sten. I dag hænger der en plakette på samme bro, med inskriptionen:
"Here as he walked by on the 16th of October 1843 Sir William Rowan Hamilton in a flash of genius discovered the fundamental formula for quaternion multiplication i² = j² = k² = i j k = −1 & cut it on a stone of this bridge."
Hvilket kan oversættes til 
"Her, hvor han gik forbi den 16. oktober 1843, opdagede Sir Willian Rowan Hamilton i et glimt af genialitet den fundamentale formel for kvaternionisk multiplikation i² = j² = k² = i j k = −1 & ridsede det i en sten på denne bro."
| Matematik | Spire Denne artikel om matematik er en spire som bør udbygges. Du er velkommen til at hjælpe Wikipedia ved at udvide den. |